# Le Grand Soir (2012)
Le Grand Soir is een Franse filmkomedie onder regie van Benoît Delépine en Gustave Kervern.

## Verhaal
De Bonzini’s baten een restaurant uit in een winkelbuurt. De oudste zoon Not is de oudste „punker met hond” in Europa. Zijn broer Jean-Pierre is een verkoper in een beddenwinkel. Als Jean-Pierre zijn ontslag krijgt, groeien de broers naar elkaar toe.

## Rolverdeling
- Benoît Poelvoorde: Not
- Albert Dupontel: Jean-Pierre Bonzini
- Brigitte Fontaine: Marie-Annick Bonzini
- Areski Belkacem: René Bonzini
- Bouli Lanners: Bewaker
- Serge Larivière: Directeur
- Stéphanie Pillonca: Ex-vrouw van Jean-Pierre
- Miss Ming: Stomme vrouw
- Chloé Mons: Punkmeisje
- Yolande Moreau: Moeder van het punkmeisje